# Geophilus glyptus
Geophilus glyptus är en mångfotingart som beskrevs av Chamberlin 1902. Geophilus glyptus ingår i släktet Geophilus och familjen storjordkrypare. Inga underarter finns listade i Catalogue of Life.